# 休静
休静（きゅうせい、휴정、ヒュジョン、1520年－1604年）は、李氏朝鮮の僧。字は玄応、号は清虚。諱は崔汝信。本貫は全州。

## 人物
平安南道安州出身。平安北道の妙香山に住み、西山大師の尊称で崇められた。1552年に科挙の僧科に及第し、教宗判事、禅宗判事を経て判禅宗事に進むが、1559年に辞して入山した。朝鮮仏教界の統一、教禅兼修、儒仏道三教合一論を主張し、李朝仏教の中興の祖となる。
1592年の文禄・慶長の役に際して、日本軍が漢城（現在のソウル）を占拠すると、義州で挙兵し、門徒1500人を召集して義僧軍を編制し、全国の寺院に檄を発した。八道十六宗都総摂に任ぜられ、弟子の惟政らと各地の義僧軍5000人を率いて日本軍と戦った。全羅南道海南の大興寺には、休静を祀った表忠祠などがある。テコンドーのトゥル（型）の一つである「ソサン（西山）」は彼に由来する。